# 渡辺麻恵
渡辺 麻恵（わたなべ まえ、1980年9月3日 - ）は、日本の元女優、元グラビアアイドル。東京都出身、バングラデシュ・ダッカ在住。
大塚 麻恵→大塚 まえ→大塚 麻恵→渡辺 麻恵（現在）と芸名を変えている、なお渡辺 麻恵は本名である。

## 来歴
1998年、高校を卒業後、劇団フジに入団。東京公演・地方公演共に主要メンバーとして全国での公演に参加。
その後1999年、声優ユニット企画KiraKira☆メロディ学園の第1期生徒になり、サブユニット無敵Paletteのメインボーカルとしても活躍。同ユニット解散後、2001年8月、同ユニット出身のタレントたちと共に計9人による声優アイドルユニットLaLa♪Luを結成。ゲームソフトの声優や主題歌、イベント、ライブなど多方面で活動したが、2003年6月22日をもって解散。
2005年より俳優業と並行してグラビアアイドルとしても活動。
2011年に『週刊SPA!』の「みうらじゅん×リリー・フランキーのグラビアン魂」に登場。同年12月開催の『グラビアン魂アワード2011』にて「リリー・フランキー大賞」を受賞。
2007年に動画投稿サイトzoome内で行われた『動画の女王コンテスト』でグランプリを獲得。2008年には動画の女王として世界一周の旅をリポートし、その後旅関連のイベントなどを行った。
2012年2月にバングラデシュでストリートチルドレンの支援活動をしているNGO団体顧問の日本人男性・渡辺大樹との結婚、同年3月末より活動拠点をバングラデシュに移すことを発表。
2017年3月28日、バングラデシュ生活5年目に入るのを機にオフィシャルブログをリニューアル。同時に、名前を現在の本名である渡辺麻恵（わたなべ まえ）に変更した。
現在はNGO団体「エクマットラ」での活動とともに、日本人女優としてバングラデシュの映画・ドラマ・CMでも活躍。2017年には水谷俊亮との音楽ユニットBajna Beat（バズナビート）を結成し、日バの架け橋として活動をしている。
2017年7月、現在一児の母である。

## 出演
太字は主演。

### 映画
- ピンチランナー（2000年、ミカ役）

2009年
- うたかた 第3話（謎の美人メイクアップアーティスト役）
- Dirty Heart（林みなみ役）

2010年
- おやすみアンモナイト 貧乏人抹殺篇/貧乏人逆襲篇（井田芳子役）
- 完全なる飼育 メイド、for you（川原やよい役）
- おとうと（施設のボランティアスタッフ役）
- 都市霊伝説 心霊工場（主演・内田真紀役）
- SPACE BATTLESHIP ヤマト（地球防衛軍通信クルー役）

2012年
- すべては「裸になる」から始まって
- 新スパイガール大作戦〜惑星グリーゼの反乱〜（主演・スパイガールリカ役）
- CHAIN (水沢涼子役）

### オリジナルビデオ
- 時空警察ヴェッカー 第3巻（氷室志摩）
- 聖宝戦隊ジュエルファイブ 前編、後編（2009年、デスジャンヌ）
- 忍者特捜ジャスティウインドVS悪のアメコミヒロイン軍団 前編、後編（2010年、アマゾンレディ）
- パンチ!!（2010年、マイ）
- ぎゃるVSヤン女 -紅の決闘-（2011年）

### テレビドラマ
- はぐれ刑事純情派 新春スペシャル（テレビ朝日系列：2001年1月3日）
- 新・お水の花道（フジテレビ系列：2001年4月10日～6月26日、フジコ）
- 恋ノチカラ 第1話（フジテレビ系列：2002年1月10日）
- 科学捜査研究所・文書鑑定の女 第1作（テレビ朝日系列：2002年2月2日）
- ダブルスコア 第3話（フジテレビ系列：2002年10月22日）
- 恋とおしゃれと男のコ（BS-i：2002年12月7日、ミルミルちゃん）
- 女警察署長・美佐子（テレビ朝日系列：2003年5月10日、花井沙緒里）
- 特命係長 只野仁 第38話（テレビ朝日系列：2009年2月19日、ミキ）

### テレビ番組
- グラビアの美少女（MONDO21：2006年）
- ヨーロッパ最先端アートへの旅（関西テレビ、BSフジ：2009年11月7日、ナレーション）
- 信州湯けむり紀行2009（SBC信越放送：2009年11月22日、メインリポーター）

### PV
- 梅沢富美男「瞬間をとめて」（2004年）

### 舞台
劇団フジ東京本公演
- 「アンデルセン物語」女中役
- 「走れメロス」ヴェスタ役（ヒロイン）
- 「銀河鉄道のヨル」山野静香役（ヒロイン）
- 「クリスマス・キャロル」コレット、コレット老婆役（ヒロイン）
- 「輝ける愛と冒険の日々」森見りえ役（ヒロイン）
- 「ああひめゆりの塔」与那嶺和子役（主役）
- 「桜ちりばな」文月役
- 「飛べ!タンポポの綿毛たち 桜ちりばな・2」三枝由美役
- 「ミュージカル 三銃士」ミラディ役
- 「飛行機雲よ二次になれ」カオル役

劇団フジ東京アトリエ公演
- 「ストリート・シーン」メイ・ジョーンズ役
- 「チャンピオン」水沢ユミ役
- 「ステージ・ドア」バニース・ニーマイヤー役

地方巡業公演
- 「ああひめゆりの塔」「クリスマス・キャロル」「フランダースの犬」「小公子」「三銃士」「ピノキオ」etc

小劇場「トータルパッケージ」公演
- 「徒然なるままに〜LEGEND OF KAMIKAZE〜」

ひとり芝居
- 「ひとり芝居ナイト」 作・演出を自ら行ったひとり芝居タイトルは「二〇九号室の患者」
- 「ひとり芝居ナイト2」 作・演出を自ら行ったひとり芝居タイトルは「Always」
- 「Another Life〜真夜中の秘密基地〜」約一時間半の本格的な一人芝居を作・演出

その他
- ロリータ男爵「来来! 図書館（ライライ・ライブラリー）」客演（作・演出：田辺茂範、主演：大佐藤崇、2007年1月31日〜2月4日）
- 明治座「うそつき弥次郎」〜黄門様覚悟の仇討ち〜 おきみ役（作・演出：水谷龍二、主演：風間杜夫、2007年5月4日〜28日）
- 本多劇場「夏きたりなば」娘・早苗役（作・演出：ふたくちつよし、主演：仁科亜季子、2007年9月18日〜23日）
- 本多劇場「ぺてんばなし」娘・夢役（作・演出：中津留章仁、主演：高橋長英、2010年9月1日〜5日）
- MAKOTOシアター銀座「庭園のすべて」主演・ジェニー役[9]（演出：高瀬一樹、2011年6月29日〜7月3日）

### CM
- 野村證券
- デジキューブ
- PC DEPOT
- BODY SPA イメージガール[10]

### ラジオ
- アニガメパラダイス（ニッポン放送）
- ちょっぷ村山のキャラリンッぱ!（かつしかFM）
- ナイショのメロディー（コントンKZI-FM[11]）
- プリプリ★プリン（コントンKZI-FM）

### ゲーム
- KONOHANA:TrueReport（2001年、岸本実穂）
- チョコレート♪キッス（2002年、椎名麻里絵）
- JOCKEY'S ROAD（2002年、広原みずえ[1]）
- イースI・II エターナルストーリー（2003年、タルフ）
- 九龍妖魔學園紀（2004年 - 2006年、舞草奈々子） - 2作品

### ドラマCD
- KiraKira☆メロディ学園（神無月千冬）

## 作品

### 参加楽曲
| 発売日        | 商品名                                   | 歌                      | 楽曲                             | 備考                                            |
| ------------- | ---------------------------------------- | ----------------------- | -------------------------------- | ----------------------------------------------- |
| 2001年2月28日 | DEAR+PALETTE▽CHE                         | 無敵Palette             | 「Say-U」 「マネ・マネ・マネー」 |                                                 |
| 2001年5月9日  | KONOHANA:TrueReport サウンドコレクション | 元KiraKira☆メロディ学園 | 「MOON」                         | ゲーム『KONOHANA:TrueReport』エンディングテーマ |

### イメージビデオ
| 発売日         | タイトル                                                 | 規格品番     | メーカー                 |              |              |
| 大塚まえ名義   | 大塚まえ名義                                             | 大塚まえ名義 | 大塚まえ名義             | 大塚まえ名義 | 大塚まえ名義 |
| -------------- | -------------------------------------------------------- | ------------ | ------------------------ | ------------ | ------------ |
| 2005年11月25日 | Love Click!                                              | TSDV-41015   | 竹書房                   |              |              |
| 2006年2月24日  | Lovers                                                   | BKDV-148     | ぶんか社                 |              |              |
| 2008年9月29日  | スパイガール訓練生 大塚まえ 世界一周の旅、ボスからの指令 | MVPT-034     | ムービープラネット       |              |              |
| 大塚麻恵名義   |                                                          |              |                          |              |              |
| 2010年8月27日  | 秘密のデート                                             | TSDV-41298   | 竹書房                   |              |              |
| 2011年2月23日  | 誘惑のデート                                             | ENFD-5288    | イーネット・フロンティア |              |              |
| 2011年8月19日  | 最後の贈り物                                             | ENFD-5335    | イーネット・フロンティア |              |              |
| 2012年2月27日  | 月刊NEOムービー 大塚麻恵 メイキングストーリー            | ENEO-0010    | イーネット・フロンティア |              |              |

## 書籍

### 著作
- バングラデシュの風に吹かれて〜大塚麻恵の海外生活奮闘記〜

### 写真集
- 月刊NEO 大塚麻恵（2012年2月27日、イーネット・フロンティア、撮影：小林幹幸）ISBN  978-4862058621

### グラビア
- 「ヤングチャンピオン」
- 「週刊少年チャンピオン」
- 「sabra」
- 「スコラ」
- 「アサヒ芸能」
- 「週刊大衆」
- 「週刊SPA!」
- 「週刊現代」
- 「FRIDAY」
- 「FLASH」
- 「DVD max」
- 「Sexy DVD deluxe」
- 「DOPE」
- 「Dr.ピカソ」
- 「Memew」
- 「メルちょ」
- 「月間BirthDay」(連載)

その他多数